# Рікі Джервейс
Рікі Дін Джервейс (англ. Ricky Dene Gervais; народ. 25 червня 1961) — англійський комік, актор, режисер, продюсер, письменник та ведучий. Джервейс володар безлічі нагород, серед яких сім нагород премії BAFTA, чотири British Comedy Awards, три нагороди премії Золотий глобус, дві премії Еммі, а також номінація на премію Гільдії кіноакторів США.

## Біографія
Джервейс народився і виріс у передмісті Вітлі в Редінзі. Він є наймолодшим в сім'ї, має братів Боба (нар. 1950) та Ларрі (нар. 1945) та сестру Марші (народ. 1948). Батько Джервейса, Лоуренс Реймонд 'Джеррі' Джервейс (1919—2002), франкоонтарієць, емігрував під час іноземної служби протягом Другої світової війни з Лондона, Канада. Джеррі зустрів матір Джервейса Єву Софію М. (1925—2000), під час відключення електроенергії (темрява, під час війни, або передбачуваної війни, практики колективної мінімізації зовнішнього світла) і вони оселилися у Вітлі. Жінка померла у віці 74 років від раку легенів.
Джервейс ходив до Whitley Park Infants, Junior Schools, здобув освіту в школі Ешмід. У 1979 році вступив до Університетського коледжу Лондона. Спочатку він вивчав біологію, але через два тижні вирішив присвятити себе філософії. У студентські роки познайомився з Джейн Феллон, з якою зустрічається з 1982 року.
З 1982 по 1984 співав у дуеті Seona Dancing. З 2001 року веде The Ricky Gervais Show, комедійне шоу на радіо разом зі Стівеном Мерчантом і Карлом Пілкінгтоном. Разом зі Стівеном Мерчантом в 2001 році створив телесеріал «Офіс», в 2005 — телесеріал «Масовка», в 2010 — «Ідіот за кордоном».
В даний час живе в Гемпстеді зі своєю коханою Джейн Феллон. Вони не збираються реєструвати стосунки і заводити дітей.
Джервейс — атеїст і затятий борець за права тварин. Дружить з Джоном Стюартом, Стівеном Мерчантом, Карлом Пілкінгтоном, Робом Стіном і Робіном Інсом.

## Фільмографія
| Рік       |    | Українська назва             | Оригінальна назва                                    | Роль                      |
| --------- | -- | ---------------------------- | ---------------------------------------------------- | ------------------------- |
| 2001      | ф  | Пес пожер пса                | англ. Dog Eat Dog                                    | Боунсер (камео)           |
| 2001—2003 | с  | Офіс                         | англ. The Office (British TV series)                 | Девід Брент               |
| 2005      | мф | Веліант: Пернатий спецназ    | англ. Valiant                                        | Багсі (озвучення)         |
| 2005—2013 | с  | Офіс                         | англ. The Office US                                  | Девід Брент               |
| 2006      | ф  | На ваш суд                   | англ. For Your Consideration                         | Мартін Ґібб               |
| 2006      | ф  | Ніч у музеї                  | англ. Night at the Museum                            | Доктор МакФі              |
| 2007      | ф  | Зоряний пил                  | англ. Stardust                                       | Ферді                     |
| 2008      | ф  | Місто привидів               | англ. Ghost Town                                     | Доктор Бертам Піінкус     |
| 2009      | ф  | Ніч у музеї 2                | англ. Night at the Museum: Battle of the Smithsonian | Доктор МакФі              |
| 2009      | ф  | Винахід брехні               | англ. The Invention of Lying                         | Марк Беллісон             |
| 2010      | ф  | Цвинтарний союз              | англ. Cemetery Junction                              | Лен Тайлор                |
| 2011      | ф  | Діти шпигунів 4D             | англ. Spy Kids: All the Time in the World            | пес Аргонавт (озвучення)  |
| 2013      | ф  | Невіруючі                    | англ. The Unbelievers                                | в ролі самого себе        |
| 2014      | ф  | Ніч у музеї: Секрет гробниці | англ. Night at the Museum: Secret of the Tomb        | Доктор МакФі              |
| 2015      | мф | Маленький принц              | англ. The Little Prince                              | Пихата людина (озвучення) |
| 2019—2022 | с  | По той бік життя             | англ. After Life                                     | Тоні Джонсон              |
| 2022      | мф | Палаючий самурай             | англ. Paws of Fury: The Legend of Hank               | Іка Чу (озвучення)        |
| 2025      | мф | Людопес                      | англ. Dog Man                                        | Фліппі (озвучення)        |